# Плато Челенджер

Мапа Зеландії

Плато Челенджер — велике підводне плато, розташовано на південний схід від Нової Зеландії і на південь від хребта Лорд Хау. Має походження після руйнації Гондвани — одна з п'яти великих затоплених частин Зеландії.
Має діаметр близько 500 км і площу близько 280 000 км². Глибина води на плато коливається від 500 м до 1500 м, плато має чохол завтовшки 3500 м осадових порід що сформувався від Верхньої крейди до сьогодення